# تیزو تاکیوچی
تیزو تاکیوچی (به انگلیسی: Teizo Takeuchi) بازیکن فوتبال اهل ژاپن و عضو تیم ملی فوتبال ژاپن است که در تاریخ ۲۵ اوت ۱۹۳۰ میلادی اولین بازی ملی‌اش را انجام داد. او در ۴ بازی ملی حضور داشت و آخرین بازی ملی خود را در تاریخ ۷ اوت ۱۹۳۶ میلادی انجام داد. تیزو تاکیوچی در بازی‌های ملی‌اش
گلی به ثمر نرساند.